# Beaucens
Beaucens (gaskognisch Beucens) ist eine französische Gemeinde mit 417 Einwohnern (Stand 1. Januar 2022) im Département Hautes-Pyrénées in der Region Okzitanien; sie gehört zum Arrondissement Argelès-Gazost und zum Kanton La Vallée des Gaves.

## Lage
Beaucens liegt in den Pyrenäen, rund 31 Kilometer (Luftlinie) südlich von Tarbes. Der Ort liegt östlich des Flusses Gave de Gavarnie im Umfeld des Nationalparks Pyrenäen. Die Gemeinde ist Teil der historischen Landschaft Lavedan (auch Pays des Sept Vallées genannt).
Die Gemeinde besteht aus dem Dorf Beaucens, zahlreichen Weilern (hameaux) wie Araillès, Gézat, Nouillan, Valauris und Vielle. Diese liegen alle enggedrängt östlich des Flusses Gave de Pau. Daneben gibt es die Skistation Hautacam und einige Einzelgehöfte. Weite Teile der Gemeinde sind gebirgig und unbewohnt. Höchster Punkt der Gemeinde ist der Pic de Merlheu (2637 m. ü. M.) an der Ostgrenze von Beaucens. Bedeutendstes Gewässer ist der Bergsee Lac Bleu de Lesponne auf rund 2000 Metern Höhe.

## Geschichte
Eine erste namentliche Erwähnung als Belsen erfuhr der Ort im Jahr 870 im „grünen Buch von Bénac“. Im frühen Mittelalter wechselte die Herrschaft häufig (Westgoten, Basken, Franken, Sarazenen). Danach war der Ort jahrhundertelang unter der Herrschaft des Königreichs Aquitanien respektive des Herzogtums Gascogne. Von 900 bis 1609 gab es eine Grafschaft Bigorre innerhalb der vorgenannten Gebiete. Im Hundertjährigen Krieg war Beaucens manchmal unter englischer, manchmal unter französischer Herrschaft. Von 1425 bis 1609 gehörte der Ort als Teil der Grafschaft Bigorre zur nur lose mit Frankreich verbundenen Grafschaft Foix. Weil der letzte Herrscher dieser Grafschaft, König Heinrich II. aus dem Hause Bourbon, 1589 den Thron von Frankreich (als Heinrich IV.) bestieg, waren die Orte der Region von 1609 bis 1789 Krondomäne. Die Gemeinde gehörte von 1793 bis 1801 zum District Argelès. Zudem war sie von 1793 bis 1801 Teil des Kantons Préchac und von 1801 bis 2015 Teil des Kantons Argelès-Gazost (1793–1896 unter dem Namen Kanton Argelès). Mit Ausnahme der Jahre von 1926 bis 1942 (Arrondissement Bagnères) war Beaucens seit 1801 Teil des Arrondissements Argelès-Gazost.

## Bevölkerungsentwicklung
| Jahr                       | 1962 | 1968 | 1975 | 1982 | 1990 | 1999 | 2006 | 2012 | 2020 |
| Einwohner                  | 260  | 247  | 244  | 249  | 309  | 350  | 426  | 421  | 423  |
| Quellen: Cassini und INSEE |      |      |      |      |      |      |      |      |      |

Im 19. Jahrhundert zählte der Ort oft rund 500 Einwohner. Die zunehmende Mechanisierung der Landwirtschaft führte zu einem kontinuierlichen Absinken der Einwohnerzahlen bis auf die Tiefststände in neuerer Zeit. Zwischen 1982 und 2008 kam es zu einer starken Wachstumsphase (von 249 auf 432 Bewohnern).

## Sehenswürdigkeiten
- Ruinen des Schlosses von Beaucens; seit 1927 Monument historique
- Herrenhaus von Cohitte (mit Kapelle); seit 1998 Monument historique

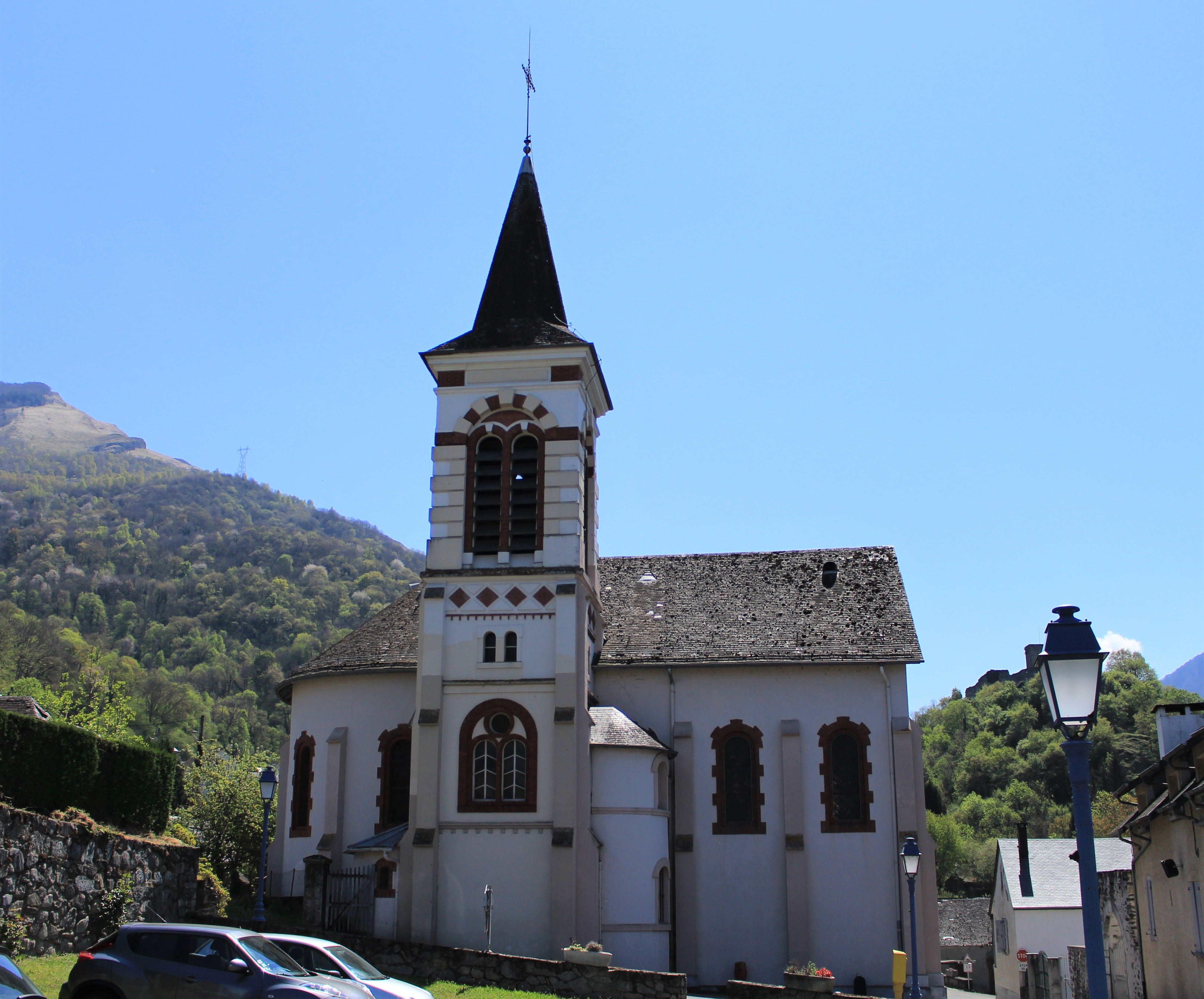
Kirche Saint-Vincent
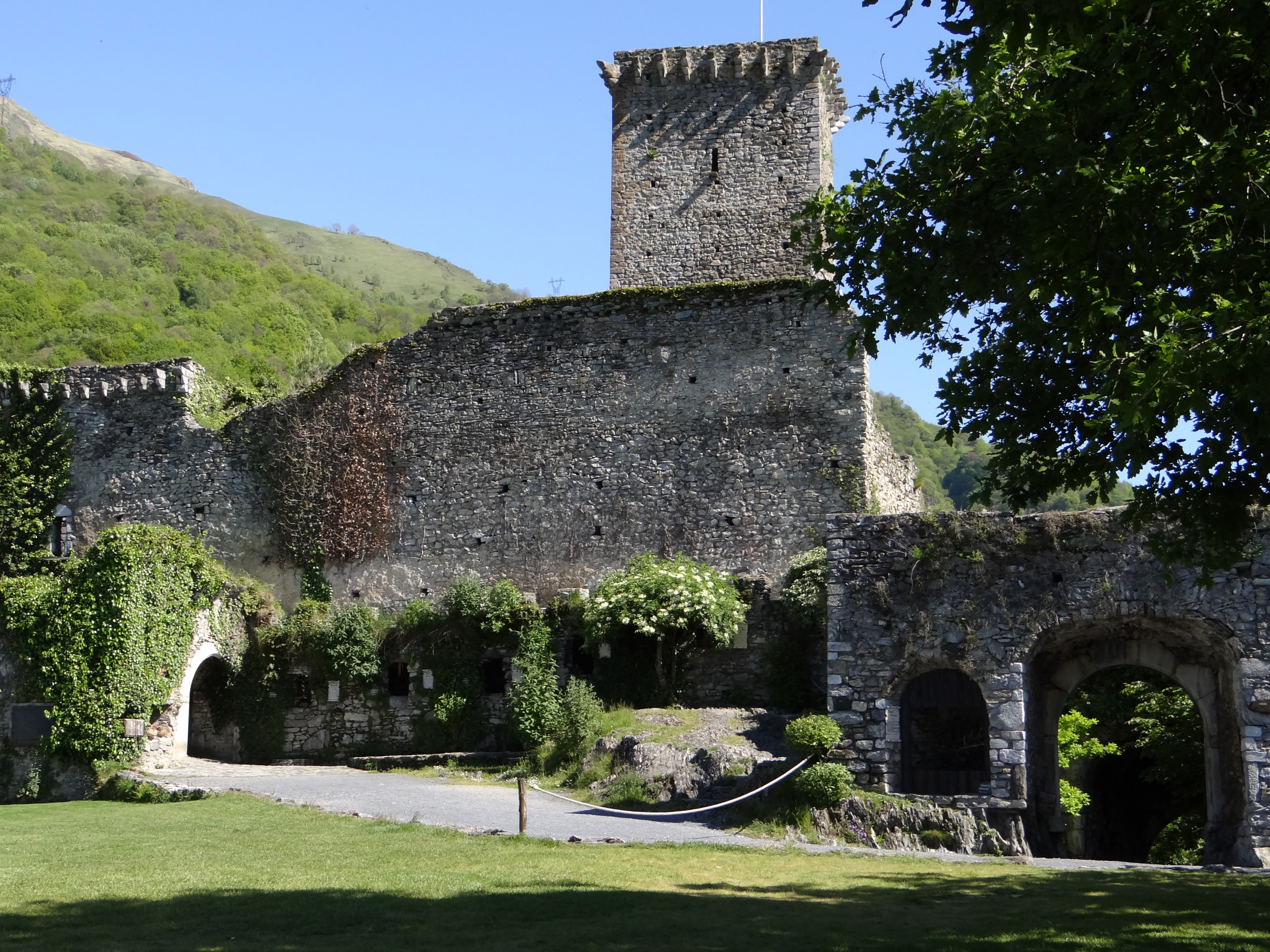
Ruinen des Schlosses Beaucens
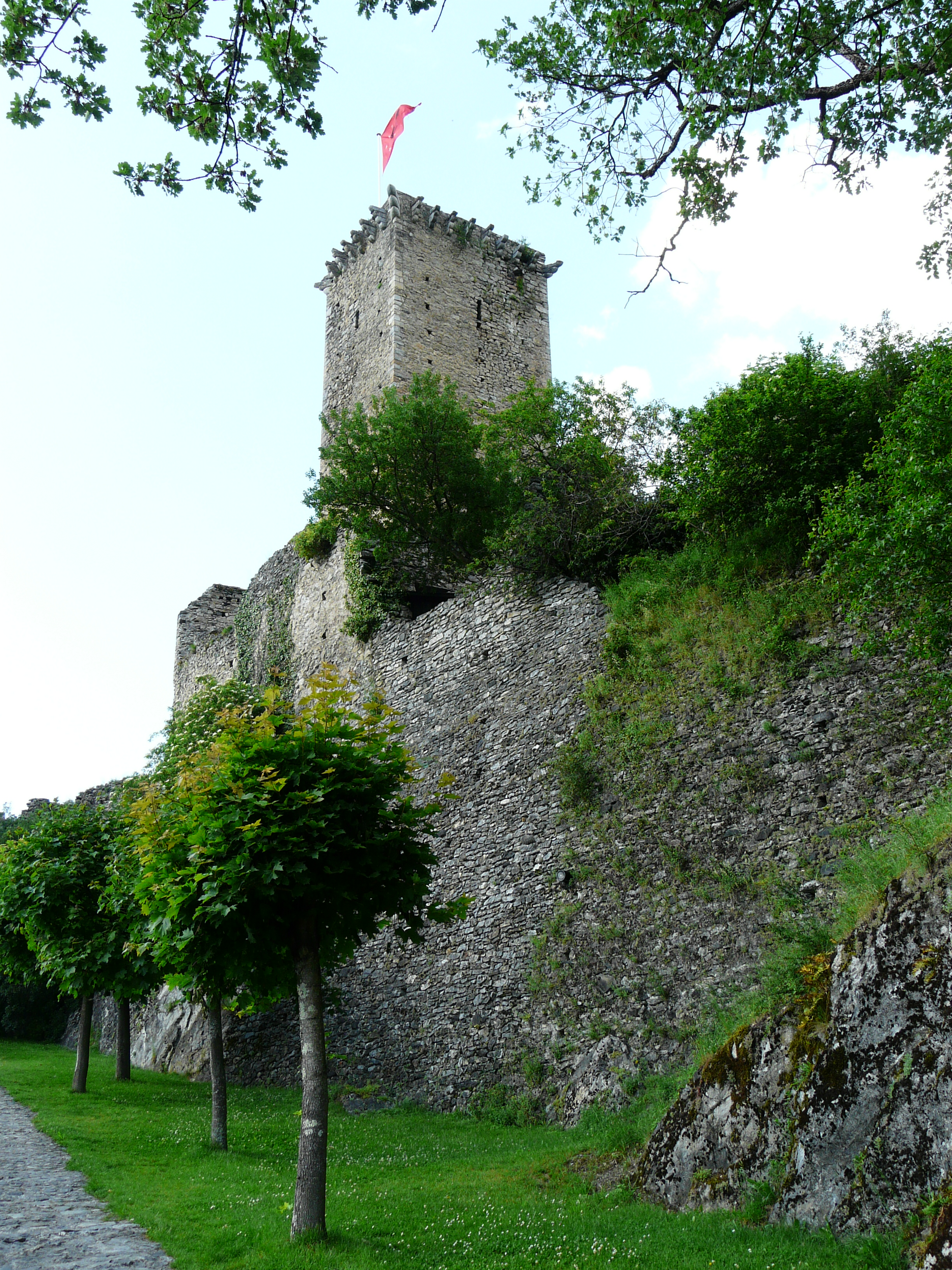
Schloss Beaucens mit dem Donjon des Aigles
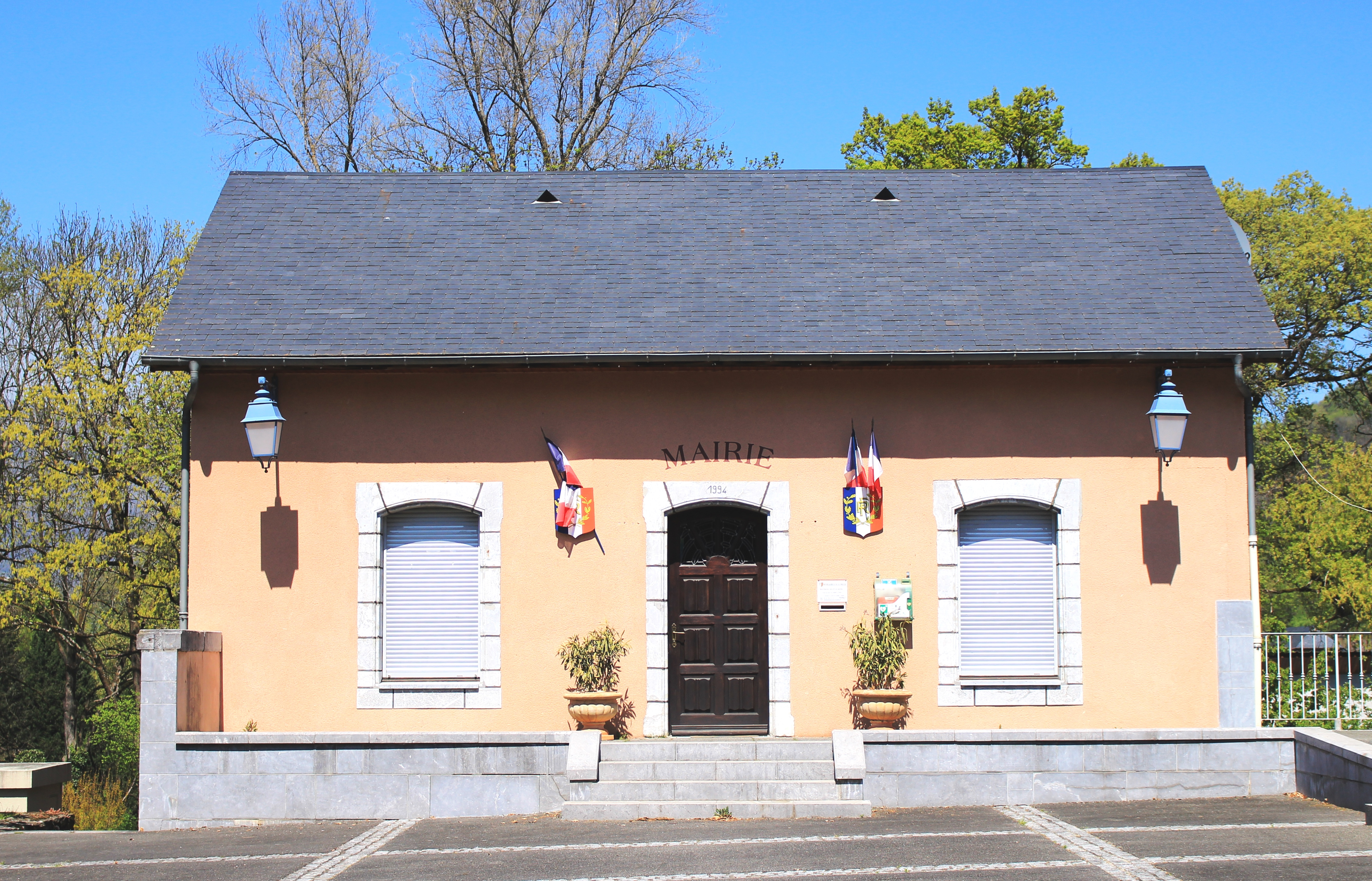
Rathaus (mairie)
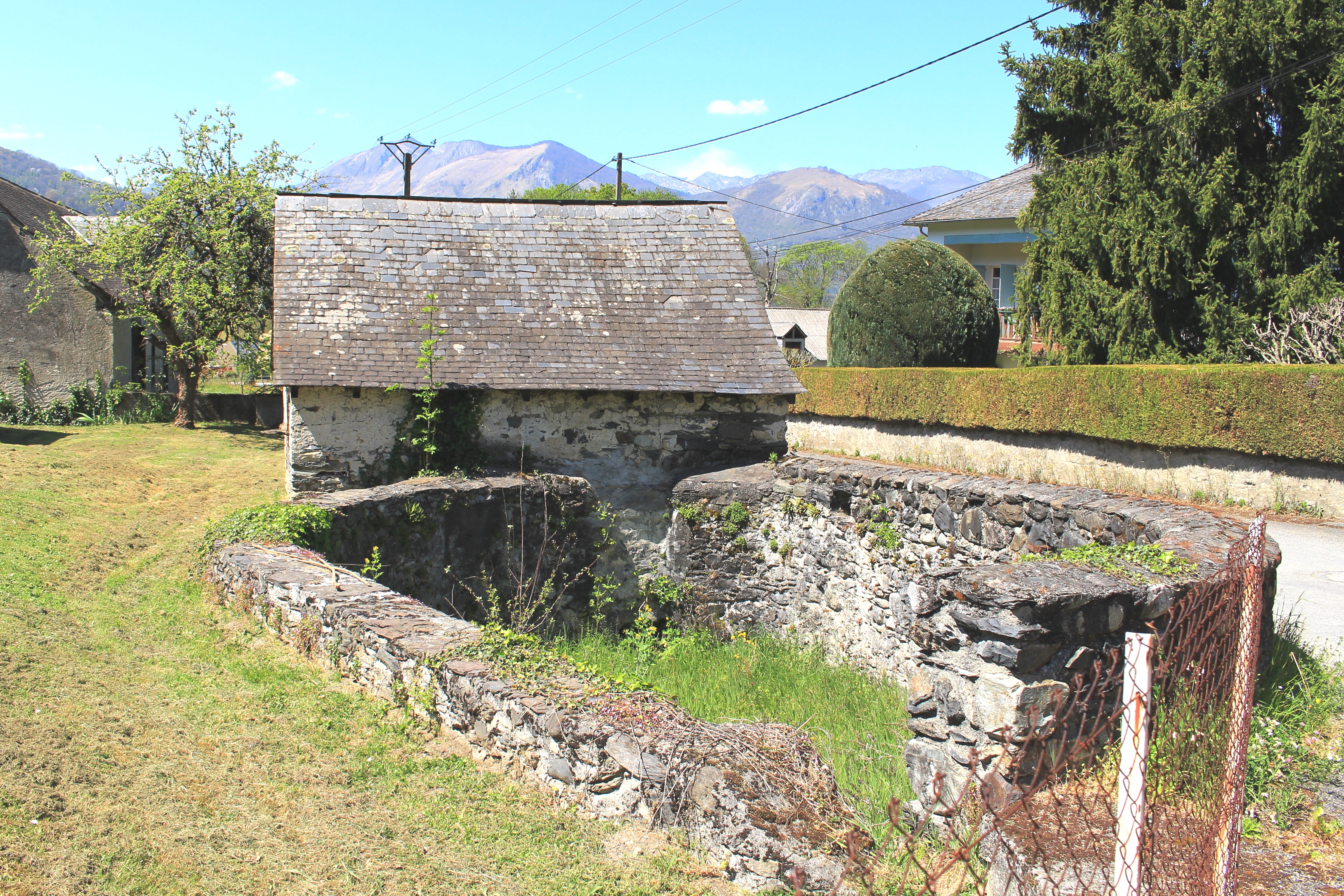
Wassermühle
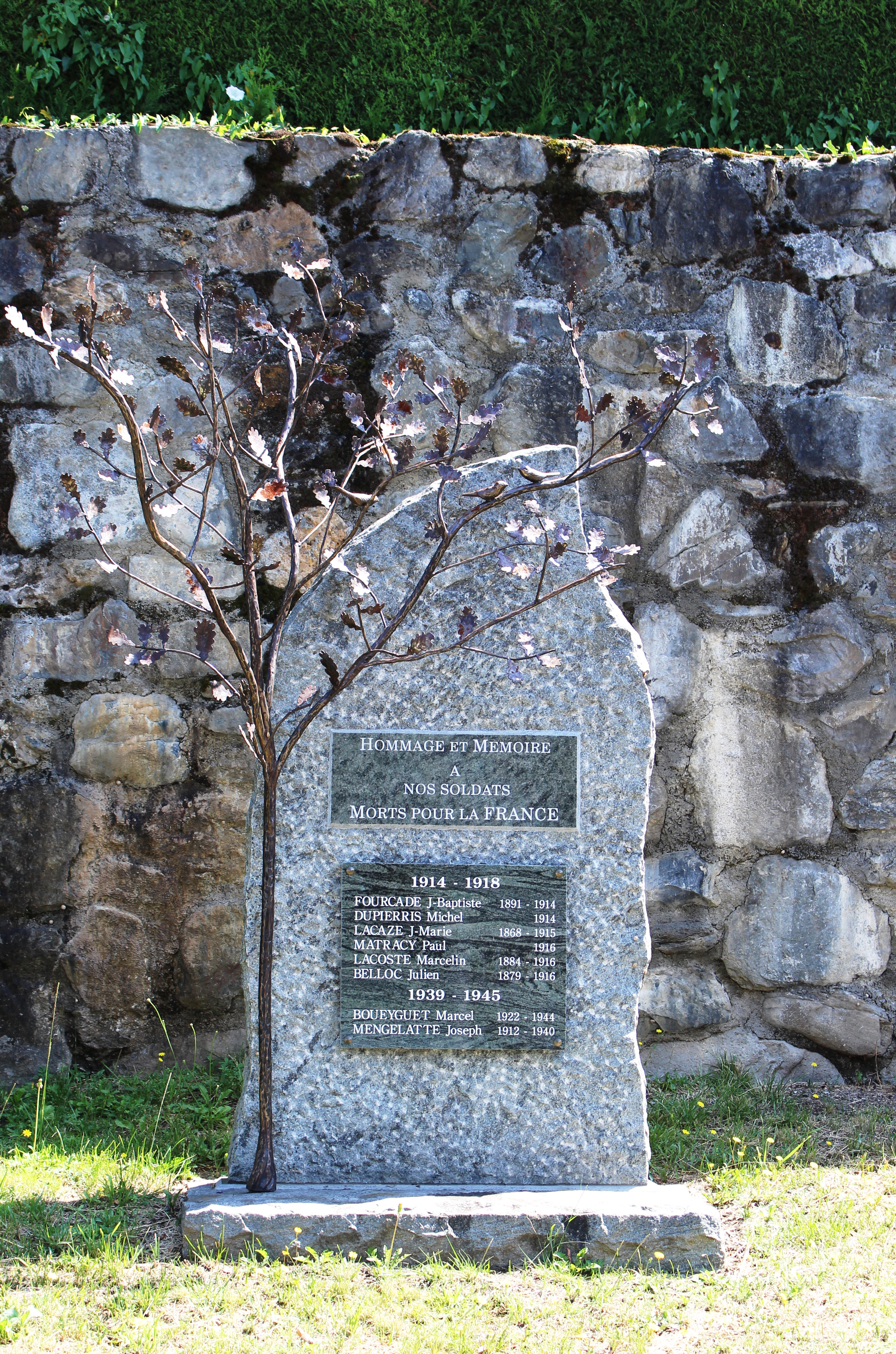
Gefallenendenkmal

- Zoo mit Raubvögeln am ehemaligen Schloss
- zwei Wegkreuze

- Kirche Saint-Vincent
- Ruinen des Schlosses Beaucens
- Schloss Beaucens mit dem Donjon des Aigles
- Rathaus (mairie)
- Wassermühle
- Gefallenendenkmal